# (1183) Jutta
(1183) Jutta ist ein Asteroid des Hauptgürtels, der am 22. Februar 1930 vom deutschen Astronomen Karl Wilhelm Reinmuth in Heidelberg entdeckt wurde. 
Seinen Namen erhielt er auf Vorschlag von Gustav Stracke.